# Wer wird denn weinen, wenn man auseinandergeht
Wer wird denn weinen, wenn man auseinandergeht (Untertitel Filmschwank) ist eine deutsch-britische Koproduktion von Richard Eichberg aus dem Jahr 1929. Die Hauptrollen sind mit Dina Gralla und Harry Halm sowie Paul Morgan und Antonie Jaeckel besetzt.
Titel und Drehbuchvorlage leiten sich von dem Schlager ab, den Hugo Hirsch 1920 für seine Operette Die Scheidungsreise komponierte, der zum Evergreen wurde. Die Zwischentitel lieferte Charlie Roellinghoff.

## Handlung
Die Detektivin Sybil Werner wird vom Chef des Bankhauses Harder & Co. beauftragt seinem Prokuristen Frank Western das angeblich von ihm veruntreute Geld wieder abzunehmen. Sybil bringt in Erfahrung, dass Western auf einem Schiff eingecheckt hat, das nach Südamerika auslaufen soll. Auch sie checkt dort ein und macht die Bekanntschaft des jungen Mannes, der ihr eigentlich sehr sympathisch ist. Das führt dazu, dass sie Ermittlungen in alle Richtungen anstellt, an deren Ende sich herausstellt, dass Western nicht das getan hat, wessen man ihn verdächtigt. Bevor es aber soweit ist, kommt zu diversen Verwechslungen und einigen pikanten Situationen.
Nachdem Sybil die Unschuld des jungen Mannes letztendlich aber doch beweisen kann, steht einer Verbindung zwischen beiden nichts mehr im Wege.

## Produktion

### Produktionsnotizen
Produktionsfirmen waren die Eichberg-Film GmbH (Berlin) und die British International Pictures Ltd. (B.I.P, London). Die Produktionsleitung lag bei Arthur Teuber und Arthur Kolberg, die Aufnahmeleitung bei Willy Melas. Die Dreharbeiten (Außenaufnahmen) fanden in den Monaten April/Mai 1929 in Southampton auf dem Hapag-Schiff „Deutschland“ statt, ebenso wie auch die Innenaufnahmen, die im Studio der UFA in Neubabelsberg gedreht wurden. Nachsynchronisiert wurde durch die Tonfilmgesellschaft Lignose-Breusing, Nadelton. Für die Filmbauten waren Willi A. Herrmann, Werner Schlichting und Herbert Lippschitz verantwortlich. Der Erstverleih des Films erfolgte durch die Südfilm AG (Berlin).

### Filmmusik
- Casanova von Hans May
- Wer wird denn weinen, wenn man auseinandergeht, Foxtrott von Hugo Hirsch

### Prüfung, Veröffentlichung
Der Film wurde am 5. Juli 1929, Prüfnummer B.22850, mit einem Jugendverbot belegt, das in einer Nachprüfung am 11. Juli 1929 bestätigt wurde. Eine dritte Zensur-Prüfung vom 15. November bestätigte am 19. Dezember 1929, Prüfnummer B.24219, wegen der Nachsynchronisation das Jugendverbot, das am 15. August 1929, Prüfnummer B.23171, bereits auf die Nachsynchronisation ausgeweitet worden war.
Uraufgeführt wurde Wer wird denn weinen, wenn man auseinandergeht am 30. September 1929 im Universum in Berlin, am 2. Oktober 1929 kam der Film dann allgemein in die deutschen Kinos. Die Erstaufführung in Wien erfolgte am 24. Januar 1930. In den USA wurde der Film am 1. Februar 1930 unter dem Titel Why Cry at Parting? veröffentlicht. Der internationale Titel lautete No Use Crying If Your Sweetheart Goes Away. In Dänemark lief der Film unter dem Titel Skilsmisserejsen.

## Kritiken
Der Filmkritiker und Autor Karlheinz Wendtland schrieb zur seinerzeitigen Premiere des Films: „Die Premiere in Berlin war durchaus ein Erfolg. […] Für den Humor sorgen Paul Morgan, Szöke Szakall und Paul Hörbiger. Obwohl nachträglich synchronisiert, beweist Richard Eichberg hier seinen Sinn für den Tonfilm, dem er gab, was des Tonfilms ist. Leider konnte das Nadeltonverfahren nicht mithalten, da es immer wieder seine Unzulänglichkeit in der Synchronisation bewies.“
Auch der Film-Kurier Berlin Nr. 235 vom 3. Oktober 1929 stellte auf die komplizierte Konstruktion für den Nadeltonfilm ab, wo „die Nadel des Pickups nach einer Rille aussetz[e] und in den Anfangspunkt zurückspring[e]“, verzieh das aber als kleinen technischen Fehler, wie er nicht vorkommen solle, „aber vom Premierenteufel doch gemacht worden“ sei. Die Ton-Dynamik sei im Verhältnis zum Filmschnitt bis heute, so scheine es, „ein Buch mit sieben Siegeln geblieben“. Morgan spreche „als Bauchredner“, Dina Gralla „aus dem Mieder heraus“, Szakall „aus der Stiefelspitze“ und „der arme Harry Halm aus einer Blechkiste, auf der er zu stehen schein[e]“.
Michael Mendelsohn vom Magazin Die Welt am Abend sprach von einem nachträglich synchronisierten Lustspiel, das der „Aufguß eines mehr oder weniger erträglichen Blödsinns“ sei. Provokativ stellte er die Frage, ob man von „Eichberg – geistig – noch etwas erwarten“ dürfe. Der Filmton entsteige „Blumenvasen, Stiefelspitzen, Krawatten, ein andermal flüchte er zum Fenster hinaus, sitz[e] an der Zimmerdecke und krächz[e] höhnisch zu den Männlein und Weiblein herab, die doch so schön deutlich jede Silbe stumm akzentuieren und mit den Mündern schnappen, wie Fische, die man aus dem Wasser“ hole.
Der Filmwissenschaftler Gero Gandert schrieb in einer späteren Kritik, man kenne Eichbergs „herbe, ungenierte Art, die Dürftigkeit seiner Manuskripte durch ein Aufgebot an Nacktakrobatik zu ersetzen; und man [wiss]e, wie sich Dina Grallas Porzellanaugen in der Großaufnahme ausmachen“ würden. Weiter hieß es, Eichberg habe mit diesem Lustspiel „nur seine bisherige Linie fortgesetzt. Eine Filmposse mehr mit all ihren Verwechslungen, Entkleidungen und – Zwischentiteln“. Aber „das Schlimmste“ sei, dass diese Zwischentitel sprechen würden und das unausgesetzt. Und die Prophezeiung, dass die „von Schauspielern gelispelte Banalität ins Unerträgliche gehen würde, [sei] eingetroffen“. Gandert nahm insbesondere Anstoß an der angeblichen Synchronisation, bei der sich herausstelle, dass „Ton und Bild, Sprache und Mundbewegungen zeitlich nicht mehr aufeinanderpassen. Die Worte eilen dem auf der Leinwand Gesprochenen voraus, und umgekehrt“.